# Leslie Hore-Belisha
Pour les articles homonymes, voir Hore et Belisha.
Leslie Hore-Belisha est un homme politique britannique, né à Hampstead, dans le Middlesex, le 7 septembre 1893, mort à Reims le 16 février 1957. Il est à plusieurs reprises ministre, des Transports, puis de la Guerre. Son nom est associé aux Belisha beacons, signaux lumineux installés sur les passages cloutés.

## Biographie
Il naît à Hampstead, fils de Jacob Isaac Belisha, directeur d'une société d'assurances et d'Elizabeth Miriam Miers, dans une famille d'origine juive. Son grand-père paternel, Messod de Mogador était négociant au service du roi du Maroc. Son père meurt alors qu'il a moins d'un an, et sa mère se remarie en 1912 avec Adair Hore (en), d'où le nom composée de Leslie Hore-Belisha. 
Il fait ses études secondaires à Clifton College, où il appartient à la Polack's house, et poursuit ses études à Oxford. Lors de la Première Guerre mondiale, il sert dans l'armée britannique et obtient le grade de major. 
Avocat et journaliste, il est élu représentant de Plymouth Devonport à  la Chambre des communes avec le Parti libéral. En 1931, il abandonne le Parti libéral et adhère au Parti libéral national. La même année, il entre pour la première fois au gouvernement et devient ministre du Commerce. Plus tard ministre des Transports, il fait baisser le nombre d'accidents en mettant des balises lumineuses à côté des passages cloutés. Ces balises portent son nom, les Belisha beacons.
Le 28 mai 1937, le premier ministre Chamberlain (signataire des accords de Munich) le nomme ministre de la Guerre. Mal vu par les antisémites de son parti, il réussit à mettre en place les réformes qui prépareront le Royaume-Uni à la guerre contre l'Allemagne hitlérienne, contre l'avis du premier ministre, et des membres de son propre parti.
Le 5 janvier 1940, en raison de l'opposition de plusieurs ministres au sein du gouvernement, et d'une campagne d'Archibald Maule Ramsay (en), chef du mouvement britannique pro-nazi prétendant que Hore-Belisha voulait créer une guerre entre deux peuples nordiques frères, il perd son poste de ministre de la Guerre. Le premier ministre Chamberlain souhaite lui proposer le ministère de l'information, mais il en est empêché par ceux de ses ministres, tels Lord Halifax et Alexander Cadogan qui estiment : « Qu'un juif contrôle notre propagande serait un grand désastre ». Hore-Belisha quitte donc définitivement le gouvernement.
Il épouse Cynthia Elliott (née en 1915).
Il meurt à Reims, d'une hémorragie cérébrale en 1957 alors qu'il prononçait un discours.